# Erich Ollenhauer
Erich Ollenhauer (27. března 1901 Magdeburg – 14. prosince 1963 Bonn) byl německý politik.

## Život
Když mu bylo patnáct let, vstoupil do Socialistické dělnické mládeže, v níž se postupem času stal jejím předsedou. Roku 1933 jej voliči na stranickém sjezdu zvolili do předsednictva Sociálnědemokratické strany Německa (SPD). V tak nízkém věku se tam do té doby nikdo jiný nedostal.
Když se téhož roku chopili v Německu moci nacisté pod vedením Adolfa Hitlera, emigroval v květnu 1933 Ollenhauer společně s předsedou své strany Otto Welsem a Hansem Vogelem do Československa. Ollenhauer se usadil v Praze a obýval dům v Dejvicích, na adrese Na Pískách 1835/32. Zřídili zde exilové vedení strany, tak zvané SoPaDe. O pět let později (1938) ale musel Ollenhauer uprchnout do Paříže a následně, roku 1940, do Londýna.
Jakmile skončila druhá světová válka, vrátil se zpět do Německa a roku 1946 byl na prvním poválečném sjezdu SPD v západních zónách zvolen místopředsedou strany, v jejímž čele tehdy stál Kurt Schumacher. Šest let nato, po Schumacherově smrti, se stal předsedou strany a vedl i stranickou frakci v západoněmeckém parlamentu. V prosinci 1963 Ollenhauer zemřel a roku 1977 získala jeho jméno centrála SPD v Bonnu.